# Rhodothamnus
Rhodothamnus es un pequeño género   de plantas fanerógamas pertenecientes a la familia Ericaceae.

## Descripción
Es un pequeño arbusto rastrero que alcanza los 40 cm de altura, con ramas erectas o extendidas. Las hojas pequeñas, ovales, alargadas con márgenes ciliados. Las flores, grandes de color rosa violáceo en pedúnculos. Corola en forma tubular. Tiene 5 pétalos.

## Taxonomía
El género fue descrito por Ludwig Reichenbach  y publicado en Handb. Gewachsk. (ed. 2) 1: 667, 688. 1827. La especie tipo es: Rhodothamnus chamaecistus

## Especies aceptadas
A continuación se brinda un listado de las especies del género Rhodothamnus aceptadas hasta febrero de 2014, ordenadas alfabéticamente. Para cada una se indica el nombre binomial seguido del autor, abreviado según las convenciones y usos.
- Rhodothamnus chamaecistus (L.) Rchb.
- Rhodothamnus leachianus  (L.F. Hend.) H.F. Copel.